# Eric Friedman

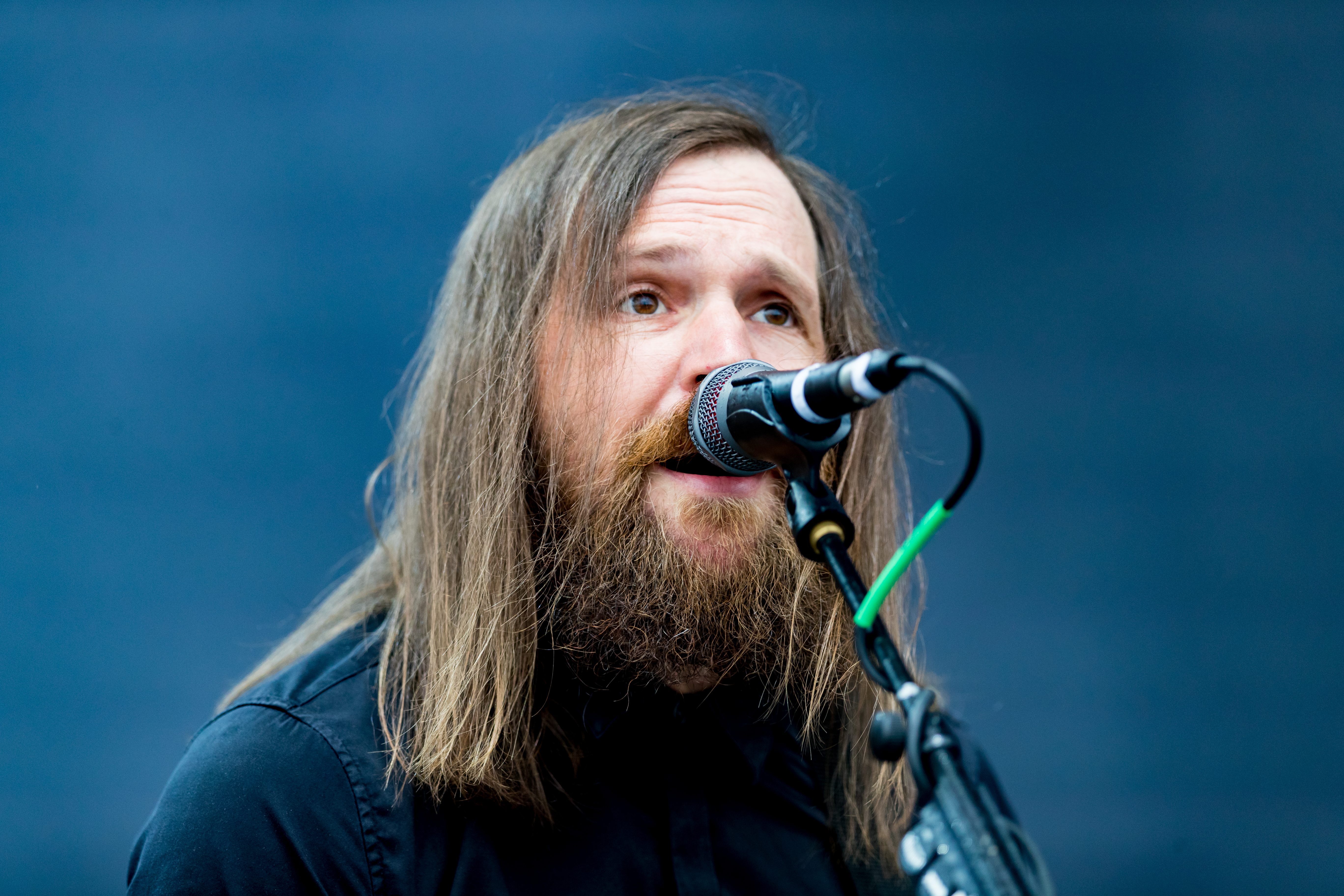
Erik Friedman (2022)

Eric Charles „Erock“ Friedman (* 28. Juni 1984 in Yorba Linda, Kalifornien) ist ein US-amerikanischer Gitarrist und Songwriter. Er spielt in den Bands Tremonti und Projected und spielte zuvor bei Submersed. Darüber hinaus war als er Livemusiker bei Creed aktiv.

## Werdegang
Im Jahre 1996 besuchte Eric Friedman ein Konzert von Kenny Wayne Shepherd in Santa Ana. Während des Konzerts wurde er von Shepherd persönlich für eine Jamsession auf die Bühne geholt. Kurz darauf gründete Friedman die The Eric Friedman Blues Band. Mit 13 Jahren wurde er der jüngste Musiker, der einen Endorsementvertrag mit der Firma Fender besaß. Im Jahre 2000 gründete er die Metal-Band Blacsun und ein Jahr später die Band Daughters of Mara. Während erstere nicht über Demos hinauskamen veröffentlicht letztere Band ihr erstes und einziges Album erst 2008. Ab 2003 spielte Friedman in der Band Submersed, die er jedoch im Jahre 2006 nach dem ersten Album wieder verließ. Er schrieb jedoch einige Titel auf dem 2007 erschienenen zweiten und letzten Album, bevor sich Submersed ein Jahr später auflösten.
Von 2009 bis 2012 war Friedman als Live-Gitarrist mit der Band Creed unterwegs und ist auf der DVD Creed Live zu sehen. Mit deren Gitarristen Mark Tremonti ist Friedman seit seiner Jugend befreundet. Als Tremonti 2011 sein nach ihm benanntes Soloprojekt startete, wurde Eric Friedman deren Gitarrist. Auf dem Debütalbum All I Was spielte Friedman zusätzlich noch den Bass ein. Seit 2012 spielt Friedman noch in der Band Projected, in der Mitglieder von Sevendust und Alter Bridge involviert sind.
Als musikalische Einflüsse zählt Eric Friedman Jeff Beck, Stevie Ray Vaughan, Hollywood Fats, Kenny Wayne Shepherd und Albert King.

## Diskografie
| mit Creed - 2009: Creed Live mit Daughters of Mara - 2008: I Am Destroyer | mit Projected - 2012: Human - 2017: Ignite My Insanity | mit Submersed - 2004: In Due Time mit Tremonti |